# Tour du Finistère 2025
La 39e édition du Tour du Finistère a lieu le 9 mai 2025. Cette course cycliste d'un jour fait partie du calendrier UCI Europe Tour 2025 en catégorie 1.1 (troisième niveau mondial).
Cette course est aussi inscrite au calendrier de la Coupe de France en tant que 10e manche de l'édition 2025.
Pour la première fois, quatre courses professionnelles bretonnes sont organisées quatre jours de suite pendant un même week-end dans le Finistère et le Morbihan, les Boucles de l'Aulne ayant lieu le jeudi 8 mai, puis le Tour du Finistère le vendredi, le Grand Prix du Morbihan le samedi et enfin le Tro Bro Leon le dimanche,.
L'épreuve est remportée au sprint par Aubin Sparfel de l'équipe Décathlon AG2R La Mondiale.

## Présentation

### Parcours
Trente kilomètres plus court que l'année précédente, ce nouveau parcours plus dynamique veut proposer une alternative aux trois autres courses du week-end, plus longues. Après un départ fictif donné à Quimper, la course lancée à Plomelin revient vers la ligne d'arrivée sur laquelle a lieu un premier sprint intermédiaire au 29e kilomètre de course. Les coureurs entament ensuite une grande boucle jusqu'à Gouézec puis une autre boucle jusqu'à Locronan jalonnées par quatre sprints intermédiaires et plusieurs portions vallonnées. 
L'épreuve se termine sur le circuit final identique à l'édition précédente, pour trois tours de 9,8 kilomètres marqués par deux difficultés : la côte de la Voie Romane (1 kilomètre à 5,2 % de pente moyenne) et la montée vers l'arrivée rue de Stang Bihan (700 mètres à 6,2 %),.

### Équipes participantes
Dix-huit équipes participent à cette édition du Tour du Finistère : six WorldTeams, huit ProTeams et quatre équipes continentales.
| WorldTeams (6)- Decathlon AG2R La Mondiale Team - Groupama-FDJ - Arkéa-B&B Hotels - Cofidis - Movistar Team - Bahrain-Victorious ProTeams (8)- Israel-Premier Tech - Caja Rural-Seguros RGA - Burgos-Burpellet-BH - Q36.5 Pro Cycling Team - Team TotalEnergies - Unibet Tietema Rockets - Wagner Bazin WB - Euskaltel-Euskadi Équipes continentales (4)- CIC U Nantes - Saint Michel-Preference Home-Auber 93 - Nice Métropole Côte d'Azur - Van Rysel-Roubaix |
| |

### Principaux coureurs présents
Gagnant des éditions 2021 et 2024, le coureur normand Benoît Cosnefroy fait l'impasse cette année, laissant la place au champion de France Paul Lapeira en tant que leader de l'équipe Decathlon-AG2R La Mondiale. Vainqueur en 2023, Paul Penhoët (Groupama-FDJ) s'aligne au départ de ce Tour du Finistère. Du côté de Cofidis, les noms d'Alex Aranburu et Bryan Coquard sont également annoncés.
En raison du calendrier inédit des courses professionnelles bretonnes, l'épreuve quimperoise bénéficie cette année de la présence de deux WorldTeams supplémentaires : Movistar et Bahrain Victorious. Ainsi Iván García Cortina (Movistar), Matej Mohorič (Bahrain Victorious) et Hugo Hofstetter (Israël-Premier Tech) sont également présents.

### Diffusion
France Télévisions (sur sa plateforme numérique et son antenne locale France 3 Bretagne) et Eurosport diffusent l'épreuve.

## Récit de la course

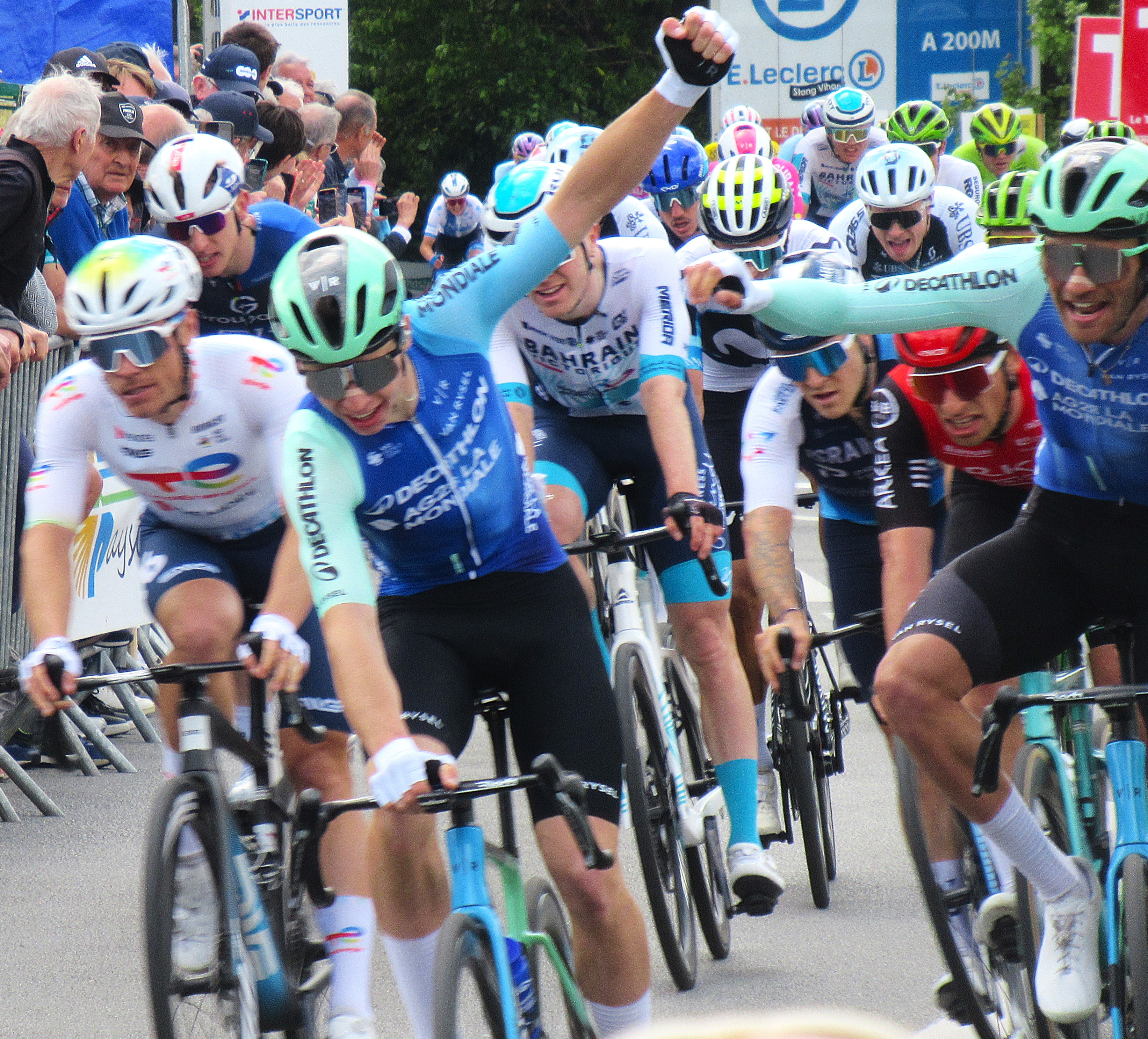
Victoire d'Aubin Sparfel.

Dès les premiers kilomètres, une échappée formée par Thomas Gachignard (TotalEnergies), Leander Van Hautegem (Wagner Bazin WB), Justin Ducret (CIC U Nantes) et Paul Thierry (Arkéa B&B Hotels) mène la course et se partage les différents sprints intermédiaires de la journée. Le peloton revient sous l'impulsion notamment de l'équipe Décathlon AG2R La Mondiale qui, malgré l'absence du vainqueur sortant Benoît Cosnefroy, entend jouer la gagne. 
Dans la montée finale, Lewis Askey (Groupama-FDJ), vainqueur la veille à Châteaulin, surprend le peloton en attaquant de loin, et se fait dépasser par Aubin Sparfel (Décathlon AG2R La Mondiale) qui s'impose sur la ligne. Pour sa première victoire professionnelle, quelques jours après être monté sur le podium du Tour de Bretagne, Sparfel devient le plus jeune vainqueur du Tour du Finistère,.

## Classements

### Classement final
| \| Classement général \| Classement général \| Classement général \| Classement général \| Classement général \| \| Coureur \| Coureur \| Pays \| Équipe \| Temps \| \| ------------------ \| ------------------ \| ------------------ \| ------------------------------- \| ------------------ \| \| 1er \| Aubin Sparfel \| France \| Decathlon AG2R La Mondiale Team \| 4 h 04 min 25 s \| \| 2e \| Bastien Tronchon \| France \| Decathlon-AG2R La Mondiale \| + 0 s \| \| 3e \| Émilien Jeannière \| France \| Team TotalEnergies \| + 0 s \| \| 4e \| Jenthe Biermans \| Belgique \| Arkéa-B&B Hotels \| + 0 s \| \| 5e \| Lewis Askey \| Royaume-Uni \| Groupama-FDJ \| + 0 s \| \| 6e \| Hugo Hofstetter \| France \| Israel-Premier Tech \| + 0 s \| \| 7e \| Fred Wright \| Royaume-Uni \| Bahrain Victorious \| + 0 s \| \| 8e \| Alex Aranburu \| Espagne \| Cofidis \| + 0 s \| \| 9e \| Ruben Guerreiro \| Portugal \| Movistar Team \| + 0 s \| \| 10e \| Thibaud Gruel \| France \| Groupama-FDJ \| + 0 s \| \| 11e \| Thomas Silva \| Uruguay \| Caja Rural-Seguros RGA \| + 0 s \| \| 12e \| Fernando Barceló \| Espagne \| Caja Rural-Seguros RGA \| + 0 s \| \| 13e \| Johan Meens \| Belgique \| Wagner Bazin WB \| + 0 s \| \| 14e \| Paul Lapeira \| France \| Decathlon-AG2R La Mondiale \| + 0 s \| \| 15e \| Ethan Vernon \| Royaume-Uni \| Israel-Premier Tech \| + 0 s \| \| 16e \| Marcel Camprubí \| Espagne \| Q36.5 Pro Cycling Team \| + 0 s \| \| 17e \| Ronan Augé \| France \| CIC U Nantes \| + 0 s \| \| 18e \| Axel Mariault \| France \| CIC U Nantes \| + 0 s \| \| 19e \| Rory Townsend \| Irlande \| Q36.5 Pro Cycling Team \| + 0 s \| \| 20e \| Sergio Chumil \| Guatemala \| Burgos-Burpellet-BH \| + 0 s \| |                   |             |                                 |                 |
| |                   |             |                                 |                 |
| Source : ProCyclingStats |                   |             |                                 |                 |
| Classement général |                   |             |                                 |                 |
| Coureur | Coureur           | Pays        | Équipe                          | Temps           |
| 1er | Aubin Sparfel     | France      | Decathlon AG2R La Mondiale Team | 4 h 04 min 25 s |
| 2e | Bastien Tronchon  | France      | Decathlon-AG2R La Mondiale      | + 0 s           |
| 3e | Émilien Jeannière | France      | Team TotalEnergies              | + 0 s           |
| 4e | Jenthe Biermans   | Belgique    | Arkéa-B&B Hotels                | + 0 s           |
| 5e | Lewis Askey       | Royaume-Uni | Groupama-FDJ                    | + 0 s           |
| 6e | Hugo Hofstetter   | France      | Israel-Premier Tech             | + 0 s           |
| 7e | Fred Wright       | Royaume-Uni | Bahrain Victorious              | + 0 s           |
| 8e | Alex Aranburu     | Espagne     | Cofidis                         | + 0 s           |
| 9e | Ruben Guerreiro   | Portugal    | Movistar Team                   | + 0 s           |
| 10e | Thibaud Gruel     | France      | Groupama-FDJ                    | + 0 s           |
| 11e | Thomas Silva      | Uruguay     | Caja Rural-Seguros RGA          | + 0 s           |
| 12e | Fernando Barceló  | Espagne     | Caja Rural-Seguros RGA          | + 0 s           |
| 13e | Johan Meens       | Belgique    | Wagner Bazin WB                 | + 0 s           |
| 14e | Paul Lapeira      | France      | Decathlon-AG2R La Mondiale      | + 0 s           |
| 15e | Ethan Vernon      | Royaume-Uni | Israel-Premier Tech             | + 0 s           |
| 16e | Marcel Camprubí   | Espagne     | Q36.5 Pro Cycling Team          | + 0 s           |
| 17e | Ronan Augé        | France      | CIC U Nantes                    | + 0 s           |
| 18e | Axel Mariault     | France      | CIC U Nantes                    | + 0 s           |
| 19e | Rory Townsend     | Irlande     | Q36.5 Pro Cycling Team          | + 0 s           |
| 20e | Sergio Chumil     | Guatemala   | Burgos-Burpellet-BH             | + 0 s           |

## Liste des participants
| Légende | Légende                                                                    | Légende | Légende                                                    |
| ------- | -------------------------------------------------------------------------- | ------- | ---------------------------------------------------------- |
| Num     | Dossard de départ porté par le coureur sur le Tour du Finistère            | Pos     | Position à l'arrivée de la course                          |
|         | Indique un maillot de champion national ou mondial, suivi de sa spécialité | NP      | Indique un coureur qui n'a pas pris le départ de la course |
| AB      | Indique un coureur qui n'a pas terminé la course                           | HD      | Indique un coureur qui a terminé la course hors des délais |
| DSQ     | Indique un coureur qui a été disqualifié de la course                      |         |                                                            |

| Decathlon-AG2R La Mondiale DAT | Decathlon-AG2R La Mondiale DAT | Decathlon-AG2R La Mondiale DAT |
| ------------------------------ | ------------------------------ | ------------------------------ |
| Num                            | Coureur                        | Pos                            |
| 1                              | Paul Lapeira (FRA) (route)     | 14e                            |
| 2                              | Luis-Joe Lührs (GER)           | 87e                            |
| 3                              | Louis Chaleil (FRA)            | 99e                            |
| 4                              | Nans Peters (FRA)              | 46e                            |
| 5                              | Aubin Sparfel (FRA)            | 1er                            |
| 6                              | Antoine L'Hote (FRA)           | 54e                            |
| 7                              | Bastien Tronchon (FRA)         | 2e                             |

| Israel-Premier Tech IPT | Israel-Premier Tech IPT | Israel-Premier Tech IPT |
| ----------------------- | ----------------------- | ----------------------- |
| Num                     | Coureur                 | Pos                     |
| 11                      | Hugo Hofstetter (FRA)   | 6e                      |
| 12                      | Moritz Kretschy (GER)   | 94e                     |
| 13                      | Tom Van Asbroeck (BEL)  | 47e                     |
| 14                      | Riley Pickrell (CAN)    | 90e                     |
| 15                      | Nadav Raisberg (ISR)    | 21e                     |
| 16                      | Floris Van Tricht (BEL) | AB                      |
| 17                      | Ethan Vernon (GBR)      | 15e                     |

| Groupama-FDJ GFC | Groupama-FDJ GFC          | Groupama-FDJ GFC |
| ---------------- | ------------------------- | ---------------- |
| Num              | Coureur                   | Pos              |
| 21               | Brieuc Rolland (FRA)      | AB               |
| 22               | Lewis Askey (GBR)         | 5e               |
| 23               | Clément Braz Afonso (FRA) | 37e              |
| 24               | Thibaud Gruel (FRA)       | 10e              |
| 25               | Clément Russo (FRA)       | 70e              |
| 26               | Eliott Boulet (FRA)       | AB               |
| 27               | Eddy Le Huitouze (FRA)    | 80e              |

| Arkéa-B&B Hotels ARK | Arkéa-B&B Hotels ARK     | Arkéa-B&B Hotels ARK |
| -------------------- | ------------------------ | -------------------- |
| Num                  | Coureur                  | Pos                  |
| 31                   | Jenthe Biermans (BEL)    | 4e                   |
| 32                   | Amaury Capiot (BEL)      | 65e                  |
| 33                   | Jean-Loup Fayolle (FRA)  | 100e                 |
| 34                   | Élie Gesbert (FRA)       | 81e                  |
| 35                   | Baptiste Gillet (FRA)    | 52e                  |
| 36                   | Thibault Guernalec (FRA) | 82e                  |
| 37                   | Paul Thierry (FRA)       | AB                   |

| Bahrain Victorious TBV | Bahrain Victorious TBV   | Bahrain Victorious TBV |
| ---------------------- | ------------------------ | ---------------------- |
| Num                    | Coureur                  | Pos                    |
| 41                     | Matej Mohorič (SLO)      | 36e                    |
| 42                     | Kasper Borremans (FIN)   | 101e                   |
| 43                     | Torstein Træen (NOR)     | 58e                    |
| 44                     | Mathijs Paasschens (NED) | 28e                    |
| 45                     | Jakob Omrzel (SLO)       | 76e                    |
| 46                     | Max van der Meulen (NED) | 75e                    |
| 47                     | Fred Wright (GBR)        | 7e                     |

| Cofidis COF | Cofidis COF                 | Cofidis COF |
| ----------- | --------------------------- | ----------- |
| Num         | Coureur                     | Pos         |
| 51          | Alex Aranburu (ESP) (route) | 8e          |
| 52          | Bryan Coquard (FRA)         | 88e         |
| 53          | Clément Izquierdo (FRA)     | 102e        |
| 54          | Aimé De Gendt (BEL)         | 96e         |
| 55          | Jesús Herrada (ESP)         | 35e         |
| 56          | Alexis Renard (FRA)         | 59e         |
| 57          | Damien Touzé (FRA)          | 72e         |

| Movistar Team MOV | Movistar Team MOV         | Movistar Team MOV |
| ----------------- | ------------------------- | ----------------- |
| Num               | Coureur                   | Pos               |
| 61                | Fernando Gaviria (COL)    | 77e               |
| 62                | Carlos Canal (ESP)        | 23e               |
| 63                | Iván García Cortina (ESP) | 51e               |
| 64                | Antonio Pedrero (ESP)     | AB                |
| 65                | Manlio Moro (ITA)         | 78e               |
| 66                | Ruben Guerreiro (POR)     | 9e                |
| 67                | Gonzalo Serrano (ESP)     | 32e               |

| Burgos-Burpellet-BH BBH | Burgos-Burpellet-BH BBH     | Burgos-Burpellet-BH BBH |
| ----------------------- | --------------------------- | ----------------------- |
| Num                     | Coureur                     | Pos                     |
| 71                      | Clément Alleno (FRA)        | 103e                    |
| 72                      | Ángel Fuentes (ESP)         | 66e                     |
| 73                      | Antonio Angulo (ESP)        | 24e                     |
| 74                      | George Jackson (NZL)        | 93e                     |
| 75                      | Hugo de la Calle (ESP)      | 30e                     |
| 76                      | Sergio Chumil (GUA) (route) | 20e                     |
| 77                      | Rodrigo Álvarez (ESP)       | 85e                     |

| Caja Rural-Seguros RGA CJR | Caja Rural-Seguros RGA CJR | Caja Rural-Seguros RGA CJR |
| -------------------------- | -------------------------- | -------------------------- |
| Num                        | Coureur                    | Pos                        |
| 81                         | Fernando Barceló (ESP)     | 12e                        |
| 82                         | Joseba López (ESP)         | 49e                        |
| 83                         | Joel Nicolau (ESP)         | 48e                        |
| 84                         | Francisco Peñuela (VEN)    | 26e                        |
| 85                         | Eduard Prades (ESP)        | 25e                        |
| 86                         | Thomas Silva (URU)         | 11e                        |
| 87                         | Alex Molenaar (NED)        | 34e                        |

| Euskaltel-Euskadi EUS | Euskaltel-Euskadi EUS          | Euskaltel-Euskadi EUS |
| --------------------- | ------------------------------ | --------------------- |
| Num                   | Coureur                        | Pos                   |
| 91                    | Paul Hennequin (FRA)           | AB                    |
| 92                    | Andoni López de Abetxuko (ESP) | AB                    |
| 93                    | Xabier Berasategi (ESP)        | 53e                   |
| 94                    | Ander Ganzabal (ESP)           | AB                    |
| 95                    | Txomin Juaristi (ESP)          | 74e                   |
| 96                    | Jordi López (ESP)              | 38e                   |
| 97                    | Gotzon Martín (ESP)            | 61e                   |

| Q36.5 Pro Cycling Team Q36 | Q36.5 Pro Cycling Team Q36 | Q36.5 Pro Cycling Team Q36 |
| -------------------------- | -------------------------- | -------------------------- |
| Num                        | Coureur                    | Pos                        |
| 101                        | Sjoerd Bax (NED)           | 83e                        |
| 102                        | Walter Calzoni (ITA)       | AB                         |
| 103                        | Marcel Camprubí (ESP)      | 16e                        |
| 104                        | David González López (ESP) | 40e                        |
| 105                        | Nicolò Parisini (ITA)      | 41e                        |
| 106                        | Joseph Pidcock (GBR)       | AB                         |
| 107                        | Rory Townsend (IRL)        | 19e                        |

| Team TotalEnergies TEN | Team TotalEnergies TEN  | Team TotalEnergies TEN |
| ---------------------- | ----------------------- | ---------------------- |
| Num                    | Coureur                 | Pos                    |
| 111                    | Émilien Jeannière (FRA) | 3e                     |
| 112                    | Alexys Brunel (FRA)     | 86e                    |
| 113                    | Florian Dauphin (FRA)   | 63e                    |
| 114                    | Thomas Gachignard (FRA) | 73e                    |
| 115                    | Sandy Dujardin (FRA)    | 45e                    |
| 116                    | Geoffrey Soupe (FRA)    | 91e                    |
| 117                    | Anthony Turgis (FRA)    | 62e                    |

| Unibet Tietema Rockets RKT | Unibet Tietema Rockets RKT | Unibet Tietema Rockets RKT |
| -------------------------- | -------------------------- | -------------------------- |
| Num                        | Coureur                    | Pos                        |
| 121                        | Lukáš Kubiš (SVK) (route)  | AB                         |
| 122                        | Hartthijs de Vries (NED)   | 69e                        |
| 123                        | Axel Huens (FRA)           | 42e                        |
| 124                        | Jelle Johannink (NED)      | 98e                        |
| 125                        | Sergio Meris (ITA)         | 22e                        |
| 126                        | Andreas Stokbro (DEN)      | 33e                        |
| 127                        | Adam Ťoupalík (CZE)        | AB                         |

| Wagner Bazin WB WB2 | Wagner Bazin WB WB2        | Wagner Bazin WB WB2 |
| ------------------- | -------------------------- | ------------------- |
| Num                 | Coureur                    | Pos                 |
| 131                 | Luca De Meester (BEL)      | 43e                 |
| 132                 | Johan Meens (BEL)          | 13e                 |
| 133                 | Marco Tizza (ITA)          | 95e                 |
| 134                 | Leander Van Hautegem (BEL) | 55e                 |
| 135                 | Michiel Lambrecht (BEL)    | 29e                 |
| 136                 | Victor Papon (FRA)         | 64e                 |
| 137                 | Floris De Tier (BEL)       | 84e                 |

| CIC U Nantes UCN | CIC U Nantes UCN        | CIC U Nantes UCN |
| ---------------- | ----------------------- | ---------------- |
| Num              | Coureur                 | Pos              |
| 141              | Ronan Augé (FRA)        | 17e              |
| 142              | Corentin Devroute (FRA) | 104e             |
| 143              | Justin Ducret (FRA)     | 105e             |
| 144              | Antoine Hue (FRA)       | 71e              |
| 145              | Yaël Joalland (FRA)     | 60e              |
| 146              | Joris Chaussinand (FRA) | 68e              |
| 147              | Axel Mariault (FRA)     | 18e              |

| Nice Métropole Côte d'Azur NMC | Nice Métropole Côte d'Azur NMC | Nice Métropole Côte d'Azur NMC |
| ------------------------------ | ------------------------------ | ------------------------------ |
| Num                            | Coureur                        | Pos                            |
| 151                            | Andrei Carbunarea (ROU)        | AB                             |
| 152                            | Carter Guichard (AUS)          | 97e                            |
| 153                            | Noah Knecht (FRA)              | AB                             |
| 154                            | Jaakko Hänninen (FIN) (route)  | 44e                            |
| 155                            | Alexander Konijn (NED)         | AB                             |
| 156                            | Dylan Massa (FRA)              | AB                             |
| 157                            | Axel Narbonne-Zuccarelli (FRA) | 67e                            |

| St. Michel-Preference Home-Auber 93 AUB | St. Michel-Preference Home-Auber 93 AUB | St. Michel-Preference Home-Auber 93 AUB |
| --------------------------------------- | --------------------------------------- | --------------------------------------- |
| Num                                     | Coureur                                 | Pos                                     |
| 161                                     | Alan Riou (FRA)                         | 79e                                     |
| 163                                     | Yohann Simon (FRA)                      | 57e                                     |
| 164                                     | Romain Cardis (FRA)                     | 39e                                     |
| 165                                     | Morne van Niekerk (RSA)                 | 50e                                     |
| 167                                     | Jérémy Lecroq (FRA)                     | 89e                                     |

| Van Rysel-Roubaix VRR | Van Rysel-Roubaix VRR     | Van Rysel-Roubaix VRR |
| --------------------- | ------------------------- | --------------------- |
| Num                   | Coureur                   | Pos                   |
| 171                   | Emmanuel Morin (FRA)      | 27e                   |
| 172                   | Rémi Capron (FRA)         | 56e                   |
| 174                   | Maximilien Juillard (FRA) | 92e                   |
| 176                   | Baptiste Planckaert (BEL) | AB                    |
| 177                   | Maxime Jarnet (FRA)       | 31e                   |

| Decathlon-AG2R La Mondiale DAT | Decathlon-AG2R La Mondiale DAT | Decathlon-AG2R La Mondiale DAT |
| ------------------------------ | ------------------------------ | ------------------------------ |
| Num                            | Coureur                        | Pos                            |
| 1                              | Paul Lapeira (FRA) (route)     | 14e                            |
| 2                              | Luis-Joe Lührs (GER)           | 87e                            |
| 3                              | Louis Chaleil (FRA)            | 99e                            |
| 4                              | Nans Peters (FRA)              | 46e                            |
| 5                              | Aubin Sparfel (FRA)            | 1er                            |
| 6                              | Antoine L'Hote (FRA)           | 54e                            |
| 7                              | Bastien Tronchon (FRA)         | 2e                             |

| Israel-Premier Tech IPT | Israel-Premier Tech IPT | Israel-Premier Tech IPT |
| ----------------------- | ----------------------- | ----------------------- |
| Num                     | Coureur                 | Pos                     |
| 11                      | Hugo Hofstetter (FRA)   | 6e                      |
| 12                      | Moritz Kretschy (GER)   | 94e                     |
| 13                      | Tom Van Asbroeck (BEL)  | 47e                     |
| 14                      | Riley Pickrell (CAN)    | 90e                     |
| 15                      | Nadav Raisberg (ISR)    | 21e                     |
| 16                      | Floris Van Tricht (BEL) | AB                      |
| 17                      | Ethan Vernon (GBR)      | 15e                     |

| Groupama-FDJ GFC | Groupama-FDJ GFC          | Groupama-FDJ GFC |
| ---------------- | ------------------------- | ---------------- |
| Num              | Coureur                   | Pos              |
| 21               | Brieuc Rolland (FRA)      | AB               |
| 22               | Lewis Askey (GBR)         | 5e               |
| 23               | Clément Braz Afonso (FRA) | 37e              |
| 24               | Thibaud Gruel (FRA)       | 10e              |
| 25               | Clément Russo (FRA)       | 70e              |
| 26               | Eliott Boulet (FRA)       | AB               |
| 27               | Eddy Le Huitouze (FRA)    | 80e              |

| Arkéa-B&B Hotels ARK | Arkéa-B&B Hotels ARK     | Arkéa-B&B Hotels ARK |
| -------------------- | ------------------------ | -------------------- |
| Num                  | Coureur                  | Pos                  |
| 31                   | Jenthe Biermans (BEL)    | 4e                   |
| 32                   | Amaury Capiot (BEL)      | 65e                  |
| 33                   | Jean-Loup Fayolle (FRA)  | 100e                 |
| 34                   | Élie Gesbert (FRA)       | 81e                  |
| 35                   | Baptiste Gillet (FRA)    | 52e                  |
| 36                   | Thibault Guernalec (FRA) | 82e                  |
| 37                   | Paul Thierry (FRA)       | AB                   |

| Bahrain Victorious TBV | Bahrain Victorious TBV   | Bahrain Victorious TBV |
| ---------------------- | ------------------------ | ---------------------- |
| Num                    | Coureur                  | Pos                    |
| 41                     | Matej Mohorič (SLO)      | 36e                    |
| 42                     | Kasper Borremans (FIN)   | 101e                   |
| 43                     | Torstein Træen (NOR)     | 58e                    |
| 44                     | Mathijs Paasschens (NED) | 28e                    |
| 45                     | Jakob Omrzel (SLO)       | 76e                    |
| 46                     | Max van der Meulen (NED) | 75e                    |
| 47                     | Fred Wright (GBR)        | 7e                     |

| Cofidis COF | Cofidis COF                 | Cofidis COF |
| ----------- | --------------------------- | ----------- |
| Num         | Coureur                     | Pos         |
| 51          | Alex Aranburu (ESP) (route) | 8e          |
| 52          | Bryan Coquard (FRA)         | 88e         |
| 53          | Clément Izquierdo (FRA)     | 102e        |
| 54          | Aimé De Gendt (BEL)         | 96e         |
| 55          | Jesús Herrada (ESP)         | 35e         |
| 56          | Alexis Renard (FRA)         | 59e         |
| 57          | Damien Touzé (FRA)          | 72e         |

| Movistar Team MOV | Movistar Team MOV         | Movistar Team MOV |
| ----------------- | ------------------------- | ----------------- |
| Num               | Coureur                   | Pos               |
| 61                | Fernando Gaviria (COL)    | 77e               |
| 62                | Carlos Canal (ESP)        | 23e               |
| 63                | Iván García Cortina (ESP) | 51e               |
| 64                | Antonio Pedrero (ESP)     | AB                |
| 65                | Manlio Moro (ITA)         | 78e               |
| 66                | Ruben Guerreiro (POR)     | 9e                |
| 67                | Gonzalo Serrano (ESP)     | 32e               |

| Burgos-Burpellet-BH BBH | Burgos-Burpellet-BH BBH     | Burgos-Burpellet-BH BBH |
| ----------------------- | --------------------------- | ----------------------- |
| Num                     | Coureur                     | Pos                     |
| 71                      | Clément Alleno (FRA)        | 103e                    |
| 72                      | Ángel Fuentes (ESP)         | 66e                     |
| 73                      | Antonio Angulo (ESP)        | 24e                     |
| 74                      | George Jackson (NZL)        | 93e                     |
| 75                      | Hugo de la Calle (ESP)      | 30e                     |
| 76                      | Sergio Chumil (GUA) (route) | 20e                     |
| 77                      | Rodrigo Álvarez (ESP)       | 85e                     |

| Caja Rural-Seguros RGA CJR | Caja Rural-Seguros RGA CJR | Caja Rural-Seguros RGA CJR |
| -------------------------- | -------------------------- | -------------------------- |
| Num                        | Coureur                    | Pos                        |
| 81                         | Fernando Barceló (ESP)     | 12e                        |
| 82                         | Joseba López (ESP)         | 49e                        |
| 83                         | Joel Nicolau (ESP)         | 48e                        |
| 84                         | Francisco Peñuela (VEN)    | 26e                        |
| 85                         | Eduard Prades (ESP)        | 25e                        |
| 86                         | Thomas Silva (URU)         | 11e                        |
| 87                         | Alex Molenaar (NED)        | 34e                        |

| Euskaltel-Euskadi EUS | Euskaltel-Euskadi EUS          | Euskaltel-Euskadi EUS |
| --------------------- | ------------------------------ | --------------------- |
| Num                   | Coureur                        | Pos                   |
| 91                    | Paul Hennequin (FRA)           | AB                    |
| 92                    | Andoni López de Abetxuko (ESP) | AB                    |
| 93                    | Xabier Berasategi (ESP)        | 53e                   |
| 94                    | Ander Ganzabal (ESP)           | AB                    |
| 95                    | Txomin Juaristi (ESP)          | 74e                   |
| 96                    | Jordi López (ESP)              | 38e                   |
| 97                    | Gotzon Martín (ESP)            | 61e                   |

| Q36.5 Pro Cycling Team Q36 | Q36.5 Pro Cycling Team Q36 | Q36.5 Pro Cycling Team Q36 |
| -------------------------- | -------------------------- | -------------------------- |
| Num                        | Coureur                    | Pos                        |
| 101                        | Sjoerd Bax (NED)           | 83e                        |
| 102                        | Walter Calzoni (ITA)       | AB                         |
| 103                        | Marcel Camprubí (ESP)      | 16e                        |
| 104                        | David González López (ESP) | 40e                        |
| 105                        | Nicolò Parisini (ITA)      | 41e                        |
| 106                        | Joseph Pidcock (GBR)       | AB                         |
| 107                        | Rory Townsend (IRL)        | 19e                        |

| Team TotalEnergies TEN | Team TotalEnergies TEN  | Team TotalEnergies TEN |
| ---------------------- | ----------------------- | ---------------------- |
| Num                    | Coureur                 | Pos                    |
| 111                    | Émilien Jeannière (FRA) | 3e                     |
| 112                    | Alexys Brunel (FRA)     | 86e                    |
| 113                    | Florian Dauphin (FRA)   | 63e                    |
| 114                    | Thomas Gachignard (FRA) | 73e                    |
| 115                    | Sandy Dujardin (FRA)    | 45e                    |
| 116                    | Geoffrey Soupe (FRA)    | 91e                    |
| 117                    | Anthony Turgis (FRA)    | 62e                    |

| Unibet Tietema Rockets RKT | Unibet Tietema Rockets RKT | Unibet Tietema Rockets RKT |
| -------------------------- | -------------------------- | -------------------------- |
| Num                        | Coureur                    | Pos                        |
| 121                        | Lukáš Kubiš (SVK) (route)  | AB                         |
| 122                        | Hartthijs de Vries (NED)   | 69e                        |
| 123                        | Axel Huens (FRA)           | 42e                        |
| 124                        | Jelle Johannink (NED)      | 98e                        |
| 125                        | Sergio Meris (ITA)         | 22e                        |
| 126                        | Andreas Stokbro (DEN)      | 33e                        |
| 127                        | Adam Ťoupalík (CZE)        | AB                         |

| Wagner Bazin WB WB2 | Wagner Bazin WB WB2        | Wagner Bazin WB WB2 |
| ------------------- | -------------------------- | ------------------- |
| Num                 | Coureur                    | Pos                 |
| 131                 | Luca De Meester (BEL)      | 43e                 |
| 132                 | Johan Meens (BEL)          | 13e                 |
| 133                 | Marco Tizza (ITA)          | 95e                 |
| 134                 | Leander Van Hautegem (BEL) | 55e                 |
| 135                 | Michiel Lambrecht (BEL)    | 29e                 |
| 136                 | Victor Papon (FRA)         | 64e                 |
| 137                 | Floris De Tier (BEL)       | 84e                 |

| CIC U Nantes UCN | CIC U Nantes UCN        | CIC U Nantes UCN |
| ---------------- | ----------------------- | ---------------- |
| Num              | Coureur                 | Pos              |
| 141              | Ronan Augé (FRA)        | 17e              |
| 142              | Corentin Devroute (FRA) | 104e             |
| 143              | Justin Ducret (FRA)     | 105e             |
| 144              | Antoine Hue (FRA)       | 71e              |
| 145              | Yaël Joalland (FRA)     | 60e              |
| 146              | Joris Chaussinand (FRA) | 68e              |
| 147              | Axel Mariault (FRA)     | 18e              |

| Nice Métropole Côte d'Azur NMC | Nice Métropole Côte d'Azur NMC | Nice Métropole Côte d'Azur NMC |
| ------------------------------ | ------------------------------ | ------------------------------ |
| Num                            | Coureur                        | Pos                            |
| 151                            | Andrei Carbunarea (ROU)        | AB                             |
| 152                            | Carter Guichard (AUS)          | 97e                            |
| 153                            | Noah Knecht (FRA)              | AB                             |
| 154                            | Jaakko Hänninen (FIN) (route)  | 44e                            |
| 155                            | Alexander Konijn (NED)         | AB                             |
| 156                            | Dylan Massa (FRA)              | AB                             |
| 157                            | Axel Narbonne-Zuccarelli (FRA) | 67e                            |

| St. Michel-Preference Home-Auber 93 AUB | St. Michel-Preference Home-Auber 93 AUB | St. Michel-Preference Home-Auber 93 AUB |
| --------------------------------------- | --------------------------------------- | --------------------------------------- |
| Num                                     | Coureur                                 | Pos                                     |
| 161                                     | Alan Riou (FRA)                         | 79e                                     |
| 163                                     | Yohann Simon (FRA)                      | 57e                                     |
| 164                                     | Romain Cardis (FRA)                     | 39e                                     |
| 165                                     | Morne van Niekerk (RSA)                 | 50e                                     |
| 167                                     | Jérémy Lecroq (FRA)                     | 89e                                     |

| Van Rysel-Roubaix VRR | Van Rysel-Roubaix VRR     | Van Rysel-Roubaix VRR |
| --------------------- | ------------------------- | --------------------- |
| Num                   | Coureur                   | Pos                   |
| 171                   | Emmanuel Morin (FRA)      | 27e                   |
| 172                   | Rémi Capron (FRA)         | 56e                   |
| 174                   | Maximilien Juillard (FRA) | 92e                   |
| 176                   | Baptiste Planckaert (BEL) | AB                    |
| 177                   | Maxime Jarnet (FRA)       | 31e                   |